# Baker Street (Lied)

Gerry Rafferty – Baker Street

Baker Street ist ein Pop-Rock-Song von Gerry Rafferty aus dem Jahr 1978. Als Single erreichte das Musikstück hohe Chartpositionen. Es wurde seither mehr als fünf Millionen Mal im Radio gespielt und vielfach von anderen Musikern gecovert. Das Stück ist für sein markantes Saxophonsolo bekannt.

## Entstehung und Inhalt
Gerry Rafferty arbeitete 1978 nach dem Bruch mit seiner Band Stealers Wheel an einer Solo-LP. Wegen Rechtsstreitigkeiten pendelte er in dieser Zeit zwischen Glasgow und London, wo er sich mit befreundeten Musikern häufig in der Baker Street traf. Die langen Zugfahrten und nächtlichen Sessions lieferten dann die Inspiration zu dem Song mit der eher traurigen und schwermütigen Melodie. Der Text handelt von der Entfremdung des Ich-Erzählers in einer kalten Großstadt und der Hoffnung auf ein besseres Leben in der Zukunft. Rafferty selbst sagte über den Inhalt:

“Everybody was suing each other, so I spent a lot of time on the overnight train from Glasgow to London for meetings with lawyers. I knew a guy who lived in a little flat off Baker Street. We’d sit and chat or play guitar there through the night”

„Alle haben sich gegenseitig verklagt, deshalb verbrachte ich viel Zeit im Nachtzug von Glasgow nach London, um zu Verhandlungen mit Anwälten zu fahren. Ich kannte einen Typ, der in einer kleinen Wohnung nahe der Baker Street wohnte. Wir saßen dort die ganze Nacht und redeten oder spielten Gitarre.“

## Besetzung
- Gesang: Gerry Rafferty
- Saxofon: Raphael Ravenscroft
- Lead-Gitarre: Hugh Burns[3]
- Schlagzeug: Liam Genockey
- Bass: Gary Taylor
- Electric piano, acoustic piano and synthesizers: Tommy Eyre
- Congas: Glen Le Fleur
- Rhythmusgitarre: Nigel Jenkins
- Streicherarrangement: Graham Preskett

## Rezeption
Der Song erschien auf Raffertys Album City to City und wurde in einer knapp zwei Minuten kürzeren und damit radiotauglicheren Version auch als Single ausgekoppelt. In einer Zeit, als die Popularität von Punk- und New-Wave-Musik ihren Höhepunkt erreichte, waren Baker Streets Arrangement und Instrumentalisierung eher anachronistisch, was den kommerziellen Erfolg aber nicht beeinträchtigte. Im Oktober 2010 wurde der Song von der BMI für mehr als fünf Millionen Aufführungen ausgezeichnet.

## Kommerzieller Erfolg

### Chartplatzierungen
Raffertys Originalversion erreichte in den USA Platz 2 der Billboard Hot 100 sowie Platz 3 der britischen und der deutschen Singlecharts. In Australien belegte der Titel Platz eins der Hitparade.
| ChartsChartplatzierungen       | Höchstplatzierung | Wochen |
| ------------------------------ | ----------------- | ------ |
| Deutschland (GfK)              | 3 (28 Wo.)        | 28     |
| Österreich (Ö3)                | 4 (24 Wo.)        | 24     |
| Schweiz (IFPI)                 | 2 (17 Wo.)        | 17     |
| Vereinigte Staaten (Billboard) | 2 (20 Wo.)        | 20     |
| Vereinigtes Königreich (OCC)   | 3 (20 Wo.)        | 20     |

| ChartsJahrescharts (1978)      | Platzierung |
| ------------------------------ | ----------- |
| Deutschland (GfK)              | 8           |
| Österreich (Ö3)                | 8           |
| Schweiz (IFPI)                 | 8           |
| Vereinigte Staaten (Billboard) | 26          |

### Auszeichnungen für Musikverkäufe
Am 18. Juli 1978 wurde Baker Street in den USA mit einer Goldenen Schallplatte ausgezeichnet.
| Land/Region                  | Auszeichnungen für Musikverkäufe (Land/Region, Auszeichnung, Verkäufe) | Verkäufe  |
| ---------------------------- | ---------------------------------------------------------------------- | --------- |
| Kanada (MC)                  | Gold                                                                   | 75.000    |
| Neuseeland (RMNZ)            | Platin                                                                 | 30.000    |
| Vereinigte Staaten (RIAA)    | Gold                                                                   | 1.000.000 |
| Vereinigtes Königreich (BPI) | Platin                                                                 | 600.000   |
| Insgesamt                    | 2× Gold · 2× Platin ·                                                  | 1.705.000 |

## Saxophonsolo
Um das von Raphael Ravenscroft eingespielte Saxophonsolo (eigentlich ein Riff, das mehrfach variiert wird)  rankt sich eine Vielzahl von Mythen. Zweifel an Raffertys Urheberschaft gab es durch eine Aussage Ravenscrofts:

“In fact, most of what I played was an old blues riff. If you’re asking me: ‘Did Gerry hand me a piece of music to play?,’ then no, he didn’t.”

„Eigentlich habe ich nicht viel mehr gespielt als ein altes Blues-Riff. Wenn Sie mich fragen ‚Hat Gerry mir Noten zum Spielen vorgelegt?‘, dann [lautet die Antwort:] Nein, hat er nicht.“

 Um Gerüchte zu widerlegen, wurde auf der Wiederveröffentlichung des Albums City to City ein Bonustrack mit einer Demoversion des Songs beigefügt, bei der das Riff noch auf der Gitarre interpretiert wird. Nach Aussage des Sessiongitarristen Hugh Burns sei Rafferty der alleinige Urheber der Melodielinien des Songs, und Rafferty habe das Gitarren-Riff auf der Demoversion auch persönlich eingespielt.
Auf dem Album Tomorrow Never Knows von Steve Marcus aus dem Jahr 1968 wird bei dem Song Half a Heart ein sehr ähnliches Saxophonintro verwendet. Einen Zusammenhang zum Baker Street-Riff kann der The Atlantic-Autor Adam Chandler jedoch nicht finden.
Gerüchte darüber, das Saxophonsolo sei von dem britischen Fernsehmoderator Bob Holness eingespielt worden, gehen auf eine scherzhafte Meldung im New Musical Express aus den 1980er Jahren zurück.
Als Bezahlung für die Session soll Ravenscroft lediglich einen Scheck über 27 £ erhalten haben; der später geplatzt sein soll. Rafferty selbst erhielt im Jahr 2008 noch jährlich rund 80.000 £ an Tantiemen.

## Coverversionen
Die kommerziell erfolgreichste Coverversion von der britischen Popband Undercover erschien 1992 und erreichte Platz 2 in den britischen Singlecharts. Rafferty bezeichnete diese Version als „ein fürchterliches und banales, trauriges Spiegelbild der Zeit“. In der Zeichentrickserie Die Simpsons spielt Lisa Simpson in der Folge Die Saxophon-Geschichte eine Coverversion.
Das Stück wurde als Titelsong der Pilotfolge der TV-Soap Stella und der The Dave Ramsey Show (US-Radio) sowie im Soundtrack von Good Will Hunting und in den Filmen Kung Fu Hustle sowie Zodiac – Die Spur des Killers verwendet. Die Foo Fighters nahmen eine Hard-Rock-Version von Baker Street als B-Seite ihrer Single My Hero auf, die 1998 in den Billboard Modern Rock Tracks Platz 34 erreichte. Waylon Jennings, Rick Springfield und Jars of Clay spielten das Stück ebenfalls.
Dance-Versionen existieren unter anderem von DJ Octopus, von Deejay Goldfinger feat. Felisha und vom Jazz-Trompeter Maynard Ferguson. Auch das deutsche DJ-Duo Michael Mind coverte den Song. Eine Fassung von Shawn Colvin zusammen mit David Crosby findet sich auf dem Album Uncovered aus dem Jahr 2015.
Schlager Sängerin Nanett Weiss sampelte für ihren Song Alles was ich Weiss, den Saxophon Part von Baker Street.